# Статистическое моделирование
Статистическое модели́рование — исследование объектов познания на их статистических моделях. 
«Статистические модели необходимы для теоретического изучения влияния флуктуаций, шумов и тому подобное на процессы. При учёте случайных процессов движение системы будет подчиняться уже не динамическим законам, а законам статистики. В соответствии с этим могут быть поставлены вопросы о вероятности того или иного движения, о наиболее вероятных движениях и о других вероятностных характеристиках поведения системы». Оценка параметров таких моделей производится с помощью статистических методов. Например: метод максимального правдоподобия, метод наименьших квадратов, метод моментов.

## Виды статистических и эконометрических моделей
- Линейная регрессия (OLS)
- Регрессии на бинарные переменные
- Авторегрессионная модель
- Система одновременных уравнений (SEM)
- Модель линейной вероятности (LPM)
- Логит модель (Logit)
- Пробит модель (Probit)

и др.

## Применение

### В физике
Основное применение статистические модели получили в физике.
В частности, «математический аппарат для изучения статистических процессов в колебательных системах составляют так называемые уравнения Эйнштейна — Фоккера».

### В социальных и экономических науках
Эконометрическое модели́рование — разновидность статистического моделирования, используемое для исследований экономических процессов и явлений.
С целью получения объяснений этих явлений, а также для предсказания явлений или показателей, интересующих исследователя, используют, в частности, в эконометрике, в эконофизике.

## Примеры
Примером регрессионной эконометрической модели может послужить функция потребления Кейнса:
где
{\displaystyle Y} — расходы,
{\displaystyle X} — доход,
{\displaystyle b_{1}} и {\displaystyle b_{2}} — параметры уравнения,
{\displaystyle u} — стохастическая ошибка [не участвует в уравнении].
Ещё одним примером статистической модели может служить нормальное распределение:
{\displaystyle P_{\mu ,\sigma }(x)\equiv {\frac {1}{{\sqrt {2\pi }}\sigma }}\exp \left(-{\frac {(x-\mu )^{2}}{2\sigma ^{2}}}\right)}.
которое, например, может хорошо моделировать распределение роста людей в общей совокупности всех населяющих какую-нибудь страну.